# しじみ売り
『しじみ売り』または『蜆売り』（しじみうり）は、古典落語の演目。上方落語・江戸落語の両方で演じられる。人情噺に分類される。
町の親分（あるいは顔役）のところにシジミを売りにやってきた少年の身の上話から、かつての親分の行いが遠因で少年が商売をせざるを得なくなったことがわかり、親分は気付かぬふりをしてシジミを買い上げて金を渡す、という内容。
2代目松林伯圓の講談『鼠小僧』に含まれる「蜆売り三吉」の下りを落語に仕立てたものである。
上方系の落語家では3代目桂文團治・2代目(初代)桂小文治が得意とし、21世紀においては桂福團治の「十八番」と評される。

## あらすじ
※以下、東大落語会編『落語事典増補』掲載の内容に準拠する（江戸落語版）。
賭博で負けた和泉の次郎吉親分（鼠小僧次郎吉）が汐留の船宿で飲んでいるところに10歳ほどの子どもがシジミを売りに来る。その身の上を聞くと母と姉が病気で、姉は新橋の芸妓だったが質屋の若旦那と懇ろになり、その結果若旦那が勘当されて箱根の湯治場に二人で駆け落ちし、囲碁や音曲を教えて生計を立てようとしたところ、不正な賭け碁で金を巻き上げられて借財もする苦境に陥る。そこに現れた男が30両を恵んでくれたが、その金が不浄のものという話が立って若旦那は投獄され、姉は病に倒れたという。実はその男こそ次郎吉だった。次郎吉はシジミを買い上げて3分の金を渡す。次郎吉が何とかしたいと思っていたところ、前科者が自首するという話を知り、それを利用して若旦那を助け出したのだった。

## バリエーション
上方版では落ち（サゲ）を付ける形で、以下のような種類がある。
- 「親のシジメ（死に目）に会いたい」[1][2]。「シジメ」は大阪弁でのシジミの呼び方[2]。
- 「あんまり親分の声が大きいので、身がシジミ（縮み）ました」（2代目桂小南による）[2]。

4代目桂文我の口演では十日戎の夜に顔役の家にシジミ売りがやってくる設定とし、子分で間が抜けた留という男を二人の間にはさむことで滑稽な雰囲気を出している。こちらでは、顔役がシジミ売りに金のほかにごちそうも与えて帰した後、「きょうのことばかりは、肝にドォーンとこたえたで」と話すと留が「あぁ、しじみは良う効くわ」という落ちとなっている。